# Tchegdomyne
Tchegdomyne (en russe : Чегдомын) est une commune urbaine du kraï de Khabarovsk, dans l'Extrême-Orient russe. Sa population s'élevait à 11 282 habitants en 2022.

## Géographie
Tchegdomyne est située à 340 km au nord-ouest de Khabarovsk. 

## Histoire
La région de la haute Boureïa (en russe : Бурея), qui s'étendait sur 63 770 кm2, était traditionnellement habitée par les Evenks, qui s'adonnaient à la chasse et à l'élevage des rennes. Ils menaient une vie nomade. En 1939, on y fonde une localité visant à devenir un centre de l'industrie houillère. Elle est nommée Tchegdomyne, ce qui signifie l' « eau de pin » en evenki.
Les premiers habitants sont les mineurs venus du Donbass et du kraï du Primorie. Le gouvernement soviétique leur donne des fonds pour qu'ils puissent se construire les maisons.
En 1949, Tchegdomyne reçoit le statut de commune urbaine. Dans les années 1960, la commune se subdivise en deux parties : haute et basse.

## Population
Recensements (*) ou estimations de la population:
| 1959* | 1970*  | 1979*  | 1989*  | 2002*  |
| ----- | ------ | ------ | ------ | ------ |
| 9 159 | 16 499 | 19 102 | 20 347 | 15 303 |

| 2006   | 2010*  | 2012   | 2013   | 2014   |
| ------ | ------ | ------ | ------ | ------ |
| 14 807 | 13 048 | 12 725 | 12 580 | 12 435 |

| 2022   | - | - | - | - |
| ------ | - | - | - | - |
| 11 282 | - | - | - | - |

## Tourisme
À l'extrémité de la ville il y a une source de l'eau minérale naturelle.